# Dauerlarve

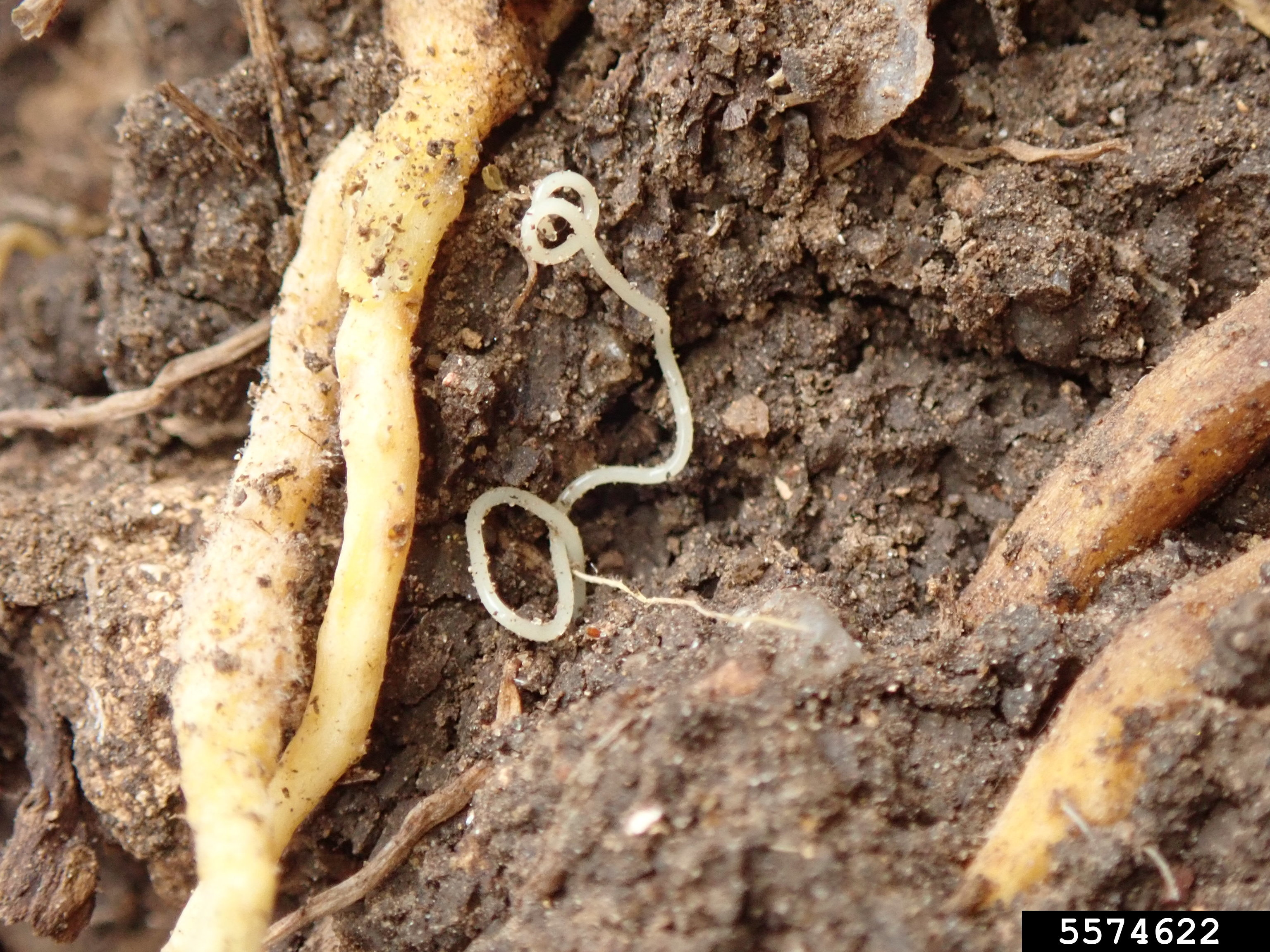
Dauerlarve van Mermis nigrescens

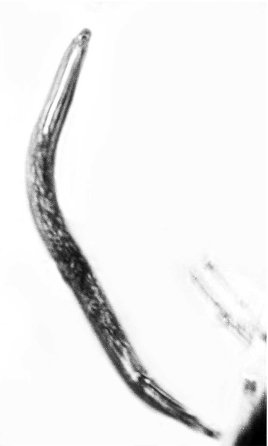
Dauerlarve van Formicodiplogaster myrmenema

Van sommige rondwormsoorten kan de larve in rust gaan, in een soort schijndood-toestand. Zo'n larve wordt een dauerlarve genoemd en kan in deze toestand onder ongunstige omstandigheden tot wel vier maanden overleven. Met name komt dit voor bij Rhabditidae-larven, waaronder Caenorhabditis elegans-larven. Omdat het moment van overgaan in het dauerstadium afhankelijk is van omgevingsfactoren, vertegenwoordigt het een klassiek en goed bestudeerd voorbeeld van polyfenisme.
In 1975 beschreven Cassada en Russell het larvale dauerstadium van Caenorhabditis elegans. Bij C. elegans gaat aan het einde van het eerste larvale stadium (L1) de larve over in een dauerlarve onder invloed van populatiedichtheid, gebrek aan voedsel en temperatuurverhoging, waarbij de populatiedichtheid de grootste invloed heeft. Door een bepaald feromoon wordt de hele populatie aangezet om in het dauerstadium te gaan. Een hydrofiele thermohardende stof remt de overgang naar het dauerstadium en haalt de larve weer uit het dauerstadium.
Tijdens het dauerstadium is de larve min of meer plat en is de 'huid' taaier dan bij een niet in rust verkerende larve. In deze toestand is de mondholte door een soort binnenkap afgesloten en is er geen peristaltiek. Dauerlarven hebben hoge niveaus van het mRNA dat codeert voor het hitteschokeiwit Hsp90, het superoxidedismutase en katalase. C. elegans en Pristionchus pacificus hebben het DAF-12-endocriene systeem voor de vorming van dauerlarven.
In het dauerstadium kunnen alae zichtbaar zijn, vleugelachtige verdikkingen aan de buitenkant van de dauerlarve, gevormd door onderhuids weefsel.
Het dauerstadium heeft andere namen bij de verschillende soorten rondwormen zoals 'diapauze' of 'hypobiose', maar omdat de rondworm C. elegans de meest bestudeerde rondworm is geworden, wordt de term 'dauerstadium' of 'dauerlarve' algemeen erkend, wanneer naar deze toestand wordt verwezen in andere vrijlevende aaltjes.
Het dauerstadium wordt ook beschouwd als gelijkwaardig aan het infectieuze stadium van parasitaire rondwormlarven.